# Hipparchia hibera
Hipparchia hibera är en fjärilsart som beskrevs av Ruggero Verity 1923. Hipparchia hibera ingår i släktet Hipparchia och familjen praktfjärilar. Inga underarter finns listade i Catalogue of Life.